# Уолтър Илинг Еванс-Уенц
Уолтър Илинг Еванс-Уенц (на английски: Walter Yeeling Evans-Wentz; р. 2 февруари 1878 – п. 17 юли 1965) е американски антрополог и писател, един от пионерите в изследването на тибетския будизъм.

## Биография
Той е роден като Уолтър Илинг Уенц в Трентън, Ню Джърси и като юноша чете „Разбулената Изида“ и „Тайната доктрина“ на Елена Блаватска. Тогава започва да се интересува от теософия. Получава бакалавърска и магистърска степени от Станфордския университет, където изучава Уилям Джеймс и Уилям Бътлър Йейтс. По-късно, през 1907 г., изучава келтска митология и фолклор в Джизъс колидж на Оксфордския университет. По това време добавя към фамилията уелското презиме на майка си и по-късно е известен като Еванс-Уенц. Той пътува много, прекарва известно време в Мексико, Европа и Далечния изток. През годините на Първата световна война е в Египет. По-късно пътува до Шри Ланка и Индия, а през 1919 стига Дарджилинг и там за първи път се среща с тибетски будистки текстове от първа ръка.
Еванс-Уенц е най-известен с четири текста, преведени от тибетски и публикувани от Оксфорд Юнивърсити Прес, а именно Бардо Тьодол, известна като „Тибетска книга на мъртвите“, „Тибетска книга на великото освобождение: метода за осъществяване на нирвана чрез познаването на ума“, Тибетска йога и тайни доктрини: седем книги за мъдростта на великия път“, „Миларепа, великият йогин на Тибет: биография от тибетеца Джецун Кабум или биографична история на Джецун Миларепа“.
Еванс-Уенц представя себе си само като съставител и редактор на тези книги. Фактическият превод на текстовете е на тибетски будисти и преди всичко на „Лама“ Кази Дава Самдуб (1868 – 1923), преподавател по английски в мъжкото кралско (на махараджата) училище в Ганток, Сиким, който освен това е направил преводи за Александра Давид-Неел и сър Джон Уудроф. Интерпретацията и организирането на тези тибетски материали от Еванс-Уенц често е не особено надеждна заради внасянето на напълно чужди предубеждения от теософията. Въпреки това, ако оставим настрана етноцентризма му, той си остава важен пионер в пренасянето на будизма на Запад.